# Trichonephila clavata
Trichonephila clavata, cunoscut și sub numele de Păianjen Jorō (jap), este un membru al genului Nephila, păianjeni țesători sferici aurii. 

## Descriere
Femela are o lungime de 17 - 25 mm, iar masculul este de 7-10 mm. Femela are o colorație foarte pestriță, nuanțele dominante sunt galben, negru, albastru și roșu. Opistosoma masculului este roșiatică, prosoma și picioarele sunt brune spre negru.

## Ecologie
Femelele construiesc o pânză până la 1 metru în diametru; firele de mătase sunt de culoare galbenă, reflectând bine lumina soarelui. 

## Reproducere

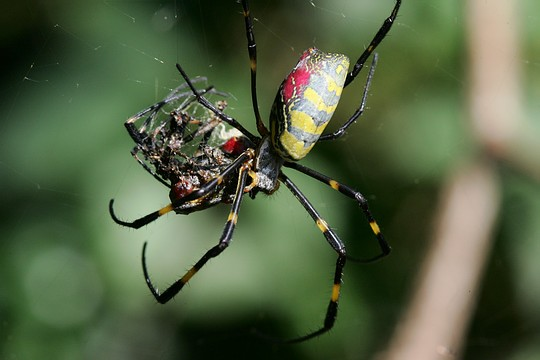
Femela mâncându-și fostul partener

Împerecherea are loc toamna, pe pânza femelei. Femela depune peste 1000 de ouă într-un cocon. Iernează ouăle, primăvara având loc eclozarea. 

## Răspândire
Păianjenul poate fi găsit în întreaga Japonie (cu excepția insulei Hokkaido), în unele regiuni din Coreea, Taiwan și China. Datorită dimensiunilor mari, precum și colorației, femela este foarte favorizată în Japonia.

## Studii științifice
Cercetătorii, conduși de Masao Nakagaki, de la Universitatea Shinshu, din Japonia au reușit să creeze un fir de mătase care este mai puternic, mai moale și mai durabil, prin injectarea genelor în ouăle fluturilor de mătase. Gogoșii viermilor (coconul produs de larve pentru metamorfoză) conțin proteine de păianjen în proporție de 10%. Mătasea rezultată are mai multe utilizări: fabricarea vestelor antiglonț, aplicarea suturilor după operații chirurgicale, producere plaselor de pescuit etc. Un producător japonez numit Okamoto a început să comercializeze acestă mătase și intenționează să lanseze șosete durabile și extrasubțiri până în 2010.